# Narragansett (Rhode Island)
Narragansett – miasto w Stanach Zjednoczonych, w stanie Rhode Island, w hrabstwie Washington, położone nad zachodnim brzegiem zatoki Narragansett.